# فرانك ووكر (سياسي بريطاني)
فرانك ووكر (بالإنجليزية: Frank Walker)‏ هو شخصية أعمال وسياسي بريطاني، ولد في 17 أكتوبر 1943 في جيرزي. انتخب Chief Minister of Jersey ‏.